# Chất bán dẫn khe hẹp
Chất bán dẫn khe hẹp (Narrow-gap semiconductor) là chất bán dẫn có khoảng cách giữa đáy vùng dẫn và đỉnh vùng hóa trị trong biểu diễn vùng năng lượng là tương đối nhỏ so với chất bán dẫn điển hình là silicon. Chúng được sử dụng cho chế tạo các cảm biến tia hồng ngoại hoặc nhiệt điện.

## Vùng năng lượng trong chất bán dẫn

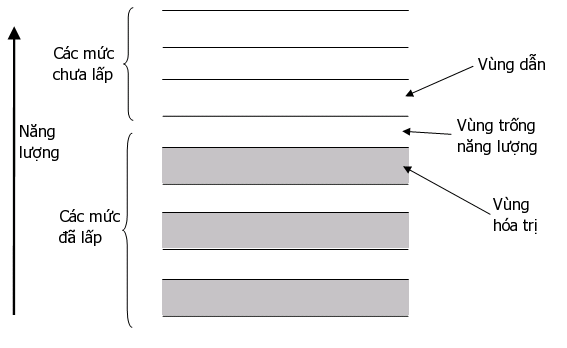
Cấu trúc năng lượng của điện tử trong mạng nguyên tử của chất bán dẫn. Vùng hóa trị được lấp đầy, trong khi vùng dẫn trống. Mức năng lượng Fermi nằm ở vùng trống năng lượng.

Tính chất dẫn điện của các vật liệu rắn được giải thích nhờ lý thuyết vùng năng lượng.
Khoảng cách giữa đáy vùng dẫn và đỉnh vùng hóa trị gọi là khe vùng (band gap). Độ rộng khe ở chất dẫn điện rất nhỏ, các dao động nhiệt có thể làm điện tử kích thích, thoát khỏi vùng hóa trị và thành điện tử tự do, làm cho vật liệu dẫn điện. Độ rộng khe ở chất điện môi rất lớn, dao động nhiệt và ánh sáng không đủ làm bật ra điện tử tự do.
Chất bán dẫn điển hình là silicon có độ rộng khe được quy ước là ở mức trung bình. Các photon ánh sáng thường có thể kích thích điện tử làm chúng bật ra khỏi mạng tinh thể theo hiệu ứng quang điện, trở thành điện tử tự do và làm khối chất bán dẫn dẫn điện. Các pin mặt trời bằng silicon vận dụng hiệu ứng này để sản xuất điện năng trực tiếp từ ánh sáng mặt trời.
Với các chất bán dẫn đặc biệt thì khe đủ hẹp để photon hồng ngoại cũng gây ra được hiệu ứng quang điện, và chúng được gọi là "chất bán dẫn khe hẹp".

## Danh sách đã chế tạo
- HgCdTe
- PbSe selenide chì(II)
- PbS sulfide chì
- PbTe tellua chì
- InAs arsenua Indi
- InSb
- Cd3As2 arsenua cadmi
- Bi2Te3 tellua Bismuth
- alpha- Sn
- SnTe tellua thiếc [1]